# Nemici (DC Comics)
I Nemici (The Rogues) sono un gruppo di personaggi dei fumetti DC Comics. Si tratta di alcuni dei principali avversari del supereroe Flash, guidati da Capitan Cold, che hanno costituito un'associazione criminale che si riferiva a sé stessa come "I Nemici", disdegnando il termine di "supercattivo" o "supercriminale".
I Nemici seguono un codice di condotta, nonché elevati standard per l'ammissione nel gruppo. Nessun Nemico può ereditare l'identità segreta di un altro Nemico (come una specie di "continuità" del criminale) mentre l'originale è ancora in vita. In più, acquisire semplicemente il costume, gli attrezzi o le abilità di un altro Nemico non è sufficiente per fare parte della squadra, anche se il membro precedente è già deceduto.
Anche se il loro scopo è quello di farsi un nome pari a quello degli avversari di Batman o Superman, i nemici di Flash - attraverso il loro mix di costumi colorati, poteri diversi, abilità inusuali e, forse la cosa più nota, la mancanza di ogni elemento definitivo o tematico tra di loro - formano una galleria di supercriminali del tutto peculiare.

## Nemici del Flash della Silver Age
La Silver Age dei fumetti ricorse quando i nemici di Flash cominciarono ad utilizzare il nome di Nemici. Originariamente, i Nemici erano solo un gruppo di nemici di Flash che si alleavano, ma da lì in poi formarono un gruppo duraturo, e il singolo membro non commetteva più i crimini da solo. I nemici del Flash della Silver Age che furono parte dei Nemici erano Capitan Cold, Mirror Master, Heat Wave, il Mago del Tempo, Trickster, il Pifferaio, Top e Capitan Boomerang. Questi criminali si batterono contro il secondo Flash - Barry Allen - e contro il terzo e il quarto Flash dopo la morte di Allen.
Qui di seguito, i Nemici compaiono in ordine cronologico (sono indicati il numero e la data dell'albo in cui sono apparsi).
| Criminale         | Prima apparizione                                      | Descrizione |
| ----------------- | ------------------------------------------------------ | --- |
| Capitan Cold      | Showcase n. 8 (giugno 1957)                            | Leonard "Len" Snart era un criminale che voleva sbarazzarsi di Flash. Leggendo un articolo a proposito di un'arma che avrebbe potuto compromettere la velocità di Flash, Snart creò una pistola e la espose alle radiazioni. Tuttavia, invece di rallentare Flash, la pistola poteva congelare qualsiasi cosa fino allo zero assoluto. Facendosi chiamare Captain Cold, Snart cominciò una carriera criminale. Viene considerato l'arci-nemesi sia di Barry Allen che di Wally West, e anche il leader dei Nemici. Noto per essere un furfante simpatico, Cold possiede un alto senso dell'onore. Cold mise in chiaro delle regole che i Nemici avrebbero dovuto rispettare, come mai fare uso di droga e non uccidere a meno che non vi fossero costretti. Possiede anche un alto senso della lealtà verso i suoi compagni, e infatti sta in guardia anche per loro. |
| Mirror Master     | The Flash (vol. 1) n. 105 (marzo 1959)                 | Mentre lavorava in un laboratorio in carcere, Sam Scudder inciampò accidentalmente in uno specchio che poteva proiettare degli ologrammi. Quando evase, costruì molti più gadget basati sugli specchi, e divenne Mirror Master. Creò molti specchi diversi che potevano fare cose differenti, come viaggiare nelle altre dimensioni. Venne ucciso durante la Crisi sulle Terre infinite. |
| Pifferaio         | The Flash (vol. 1) n. 106 (maggio 1959)                | Hartley Rathaway nacque sordo, ma fu curato dai suoi ricchissimi genitori, che trovarono un modo per dargli l'udito. Una volta che poté sentire, la musica e il suono divennero la sua ossessione, e creò molte armi basate sul suono. Originariamente un criminale, fu riformato e scoprì di essere gay nello stesso periodo. Divenne amico di Wally West, anche quando Top rivelò di avere cambiato la personalità di alcuni dei Nemici (Pifferaio incluso) per fare sì che cessassero di essere criminali; il Pifferaio riuscì a combattere l'influenza di Top e rimase buono. Tuttavia, ritornò alle sue origini nella squadra dei Nemici, anche se non si sa se vuole o sta già lavorando sotto copertura. |
| Mago del Tempo    | The Flash (vol. 1) n. 110 (dicembre 1959-gennaio 1960) | Mark Mardon fuggì dalla prigione diretto alla casa di suo fratello. Questo fratello aveva appena creato una bacchetta che poteva controllare il clima. Mark volle la bacchetta per sé, così i due finirono per battersi, con la conseguente morte del fratello di Mark (anche se Mardon originariamente disse che era già morto quando arrivò, e si pensa che la verità sia stata ascoltata solo da Capitan Cold). Haun figlio neonato, Josh, che fu adottato da Iris West e che ha in sé alcuni poteri del padre, ma solo quando suo padre gli sta vicino. Josh fu poi rapito da Libra e ucciso da Inertia durante gli eventi di Crisi Finale. |
| The Trickster     | The Flash (vol. 1) n. 113 (giugno-luglio 1960)         | Jesse James, un intrattenitore circense, inventò un paio di scarpe che utilizzavano l'aria compressa per "camminare" in aria. Ispirato dal personaggio di Jesse James, Jesse costruì altre armi e divenne Trickster. Una volta fu riformato, ma si scoprì che accadde per colpa di Top, e che quindi ritornò con i Nemici, ma allo stesso tempo contemplava sul fatto se essere o no un eroe. Fu ucciso da Deadshot in Countdown to Final Crisis. |
| Capitan Boomerang | The Flash (vol. 1) n. 117 (dicembre 1960)              | Digger Harkness era un maestro dei boomerang che imparò ad utilizzare nell'entroterra. Quando una squadra di boomerang necessitò di una mascotte, Harkness venne assunto, ma utilizzò il costume e i boomerang per commettere dei crimini, cosa che poi lo portò a costruire altri boomerang truccati. Durante la serie limitata Crisi d'Identità, fu mandato ad uccidere Jack Drake (il padre del terzo Robin, Tim Drake). Ma Drake tentò di difendersi, e i due uomini si uccisero istantaneamente. Harkness aveva un figlio, Owen, che divenne un eroe dopo aver passato un po' di tempo con i Nemici. Harkness fu resuscitato dopo gli eventi di La notte più profonda. |
| Top               | The Flash (vol. 1) n. 122 (agosto 1961)                | Roscoe Dillon utilizzò molte armi basate sulle trottole per commettere i crimini, finché non imparò come poter girare a sua volta a super velocità. Anche se morì, la mente di Dillon era così potente che attaccava le menti altrui per continuare a vivere, inclusa la mente di Henry Allen e di un senatore, i cui corpi furono trasfigurati così da somigliare al suo vecchio corpo. Fu successivamente ucciso ancora da Capitan Cold quando tentò di prendere il possesso dei Nemici durante la "Guerra dei Nemici". Durante questo periodo si scoprì che Top riformò alcuni dei Nemici, e durante la guerra, li ritrasformò in criminali. Fu anche una vittima dei lavaggi mentali della Justice League; fu reso buono e sopraffatto per poi ritornare nel suo vecchio sé.                                                                                      |
| Abra Kadabra      | The Flash (vol. 1) n. 128 (febbraio 1962)              | Abra Kadabra proviene dal 64º secolo, un tempo in cui la scienza aveva reso la magia da palcoscenico obsoleta. Tuttavia, voleva una carriera da mago professionista, così viaggiò indietro nel tempo per trovare un pubblico da intrattenere e presto si scontrò con Flash (Barry Allen). La sua "magia" si basa in realtà sulla tecnologia avanzata, mascherata con trappole super naturali. Di recente si unì ai Nemici di Inertia per uccidere Bart Allen. |
| Heat Wave         | The Flash (vol. 1) n. 140 (novembre 1963)              | Mick Rory era ossessionato dal calore, e in giovane età, bruciò la sua stessa casa, uccidendo la sua famiglia. Quindi si costruì una pistola lanciafiamme con cui rubò e uccise. Rory fu uno dei criminali riformati da Top, e quando fu riportato indietro, Rory ridivenne un Nemico. Anche durante la sua vita riformata, la sua mente stava per voltarsi al crimine. |
| Golden Glider     | The Flash (vol. 1) n. 250 (giugno 1977)                | Lisa Snart, sorella di Len Snart, alias Capitan Cold, non voleva essere una criminale, ma quando il suo amante, Top, morì giurò vendetta su Flash. Utilizzando dei pattini da ghiaccio che formavano il ghiaccio, si batté con Flash, ed ottenne l'approvazione da suo fratello. Fu uccisa da Chillblaine, un criminale a cui lei diede il potere di Cold. Captain Cold ottenne vendetta uccidendo Chillblaine a sua volta. |

## Nemici del Flash della Modern Age
Nella Modern Age, il fumetto "Flash: Iron Heights" introduce dei nuovi personaggi, molti dei quali sarebbero diventati un nuovo gruppo di Nemici sotto la guida di lord Blacksmith. Alcuni scrittori rinnovarono i classici Nemici, reinventandoli attraverso delle storie quali Underworld Unleashed, Rouge War, o storie individuali, mentre altri reinventarono i Nemici attraverso nuovi personaggi che ereditarono le identità di quelli vecchi. I Nemici non uccidono donne e bambini.
Per altri criminali che non sono Nemici, vedi Nemici di Flash.

### Nemici della Modern Age
| Criminale         | prima comparsa                       | Descrizione |
| ----------------- | ------------------------------------ | --- |
| Mirror Master     | Animal Man n. 8 (febbraio 1989)      | Evan McCulloch crebbe in un orfanotrofio, e dopo aver ucciso un bullo, fuggì e divenne un mercenario. Fu assunto da alcuni agenti del governo per diventare il nuovo Mirror Master, ricevendo l'equipaggiamento del Mirror Master originale. McCulloch fuggì con l'equipaggiamento, e divenne un criminale; poco dopo, divenne un membro dei Nemici. Ha a che fare spesso con la droga nella comunità dei super criminali ed è dipendente dalla cocaina, cose che sono entrambe in conflitto con Capitan Cold. |
| Double Down       | Flash: Iron Heights (2001)           | Jeremy Tell perse ad un gioco di carte e uccise il vincitore. Dopo di ciò, le carte appartenute a quell'uomo volarono dalla sua tasca e si attaccarono al corpo di Tell, diventando la sua pelle. Può controllare mentalmente il mazzo, lanciando carte volanti che tagliano le sue vittime con le parti laterali, taglienti come rasoi. |
| Pozzo di Catrame  | Flash (vol. 2) n. 174 (luglio 2001)  | Joey Monteleone era il fratello di un trafficante di droga, e mentre era in prigione scoprì di poter trasferire la sua coscienza negli oggetti inanimati. Tuttavia, la sua mente rimase intrappolata in un ammasso di catrame. |
| The Trickster     | Flash (vol. 2) n. 184 (aprile 2002)  | Dopo che il Trickster originale fu riformato, il giovane Axel Walker trovò il suo equipaggiamento e lo rubò, diventando il nuovo Trickster. Si unì ai Nemici, e prese il posto del primo Trickster (anche sei suoi nuovi colleghi pensavano che fosse troppo giovane ed impulsivo). Durante la Rogue War, però, il Trickster originale si riprese ciò che era suo. Dopo le dimissioni di James Jesse, Walker cercò ancora una volta di prendere il mantello di Trickster e il suo posto tra i Nemici di Cold.  |
| Capitan Boomerang | Crisi d'Identità n. 3 (ottobre 2004) | Owen Mercer è il figlio del Capitan Boomerang originale, ma non conobbe suo padre finché non divenne adulto. I due si videro, e Owen scoprì di avere degli scoppi improvvisi di super velocità. Quando suo padre morì si unì ai Nemici, ma dopo essersi riformato lasciò la squadra e divenne un membro degli Outsiders e della Suicide Squad. Successivamente ritornò tra i Nemici, ma venne ucciso per aver violato la loro regola "non si uccidono donne e bambini".                                        |

### I Nemici di Blacksmith
| Criminale | Prima comparsa                                  | Descrizione |
| --------- | ----------------------------------------------- | --- |
| Magenta   | The New Teen Titans (vol. 1) n. 17 (marzo 1982) | Frankie Kane fu un tempo la fidanzata di Wally West, che ottenne poteri magnetici che uccisero la sua famiglia. Non avendo uno scopo nella vita, divenne una criminale e si unì al culto di Cicada e ai Nuovi Nemici prima di riformarsi.                                                                                   |
| Plunder   | Flash (vol. 2) n. 165 (ottobre 2000)            | Plunder è un assassino che proviene da un universo speculare, una controparte dell'agente di polizia Jared Morillo ne mondo reale. |
| Girder    | Flash: Iron Heights (2001)                      | Tony Woodward fu gettato in un catino pieno di acciaio fuso dei Laboratori S.T.A.R. dopo aver assalito una sua collega. Sopravvisse, ma il suo corpo divenne di metallo arrugginito. Si unì ai Nuovi Nemici, e prese parte alla "Guerra dei Nemici".                                                                        |
| Murmur    | Flash: Iron Heights (2001)                      | Un chirurgo divenuto pazzo, Michael Amar ora cerca dei modi sadici per mettere a tacere le voci che sentiva. Il suo distinto atto criminale era quello di rimuovere la lingua delle sue vittime prima di ucciderle. Creò anche un virus, il Frenzy, che trasformava i polmoni delle persone in fango nel giro di 90 minuti. |

## Altre versioni

### I Nuovi Nemici
Durante gli eventi di Crisi Finale i Nemici rifiutarono l'adesione alla Società Segreta di Libra. Con Libra disperato perché voleva introdurre tutti i nemici di Flash nella sua Società, reclutò i Nuovi Nemici che comparvero per la prima volta come sicari del Pinguino, per costringere i Nemici ad aderire. I membri consistevano di: Chill, Burn, Mirror-Man e Mister Magic. I Nuovi Nemici catturarono il padre di Capitan Cold e minacciarono di ucciderlo se i Nemici non si fossero uniti a Libra. A quel punto, i Nemici attaccarono la nuova squadra uccidendone tutti i membri.

### I Rinnegati
I Rinnegati sono poliziotti dal XXV secolo. Fanno tutti parte della Reverse-Flash Task Force. In The Flash (vol. 3) n. 1, un corpo di Mirror Master fu gettato in un'area pubblica da una figura ombrosa con indosso il costume di Flash. Barry Allen giunse nei suoi abiti civili e confermò che l'uomo non era il vero Mirror Master. Flash, invece, arrivò sul tetto di un grattacielo dove si confrontò con i Rinnegati, versione futuristica dei Nemici attuali. Fu accusato dell'assassinio di Mirror Monarch dal loro leader, Commander Cold. I membri dei Rinnegati includono le versioni future di Capitan Cold, Heat Wave, Mirror Master (Evan McCulloch), del Mago del Tempo, di Trickster (Alex Walker) e di Top.
I membri dei Rinnegati sono:
- Commander Cold;
- Mirror Monarch;
- Weather Warlock;
- Heatstroke;
- Trixter;
- Top.